# Herb gminy Marianowo
Herb gminy Marianowo – jeden z symboli gminy Marianowo, ustanowiony 7 czerwca 2018.

## Historia
Pierwszą wersję herbu gminy ustanowiono 27 listopada 1997. Nie spełniał on jednak zasad polskiej heraldyki, w związku z czym, po pozytywnej opinii Komisji Heraldycznej, 7 czerwca 2018 gmina ustanowiła swoje nowe symbole.

## Wygląd i symbolika
Herb przedstawia na tarczy koloru srebrnego (kolor wzięty z herbu województwa) godło herbu lokalnego rodu Wedlów – czarne koło, służące w średniowieczu do łamania kości. W górnej części umieszczono czerwoną głowę gryfa – symbol regionu. Oba elementy podzielone są przez poziomą błękitną linię falistą, reprezentujący rzeki i jeziora gminy. 